# Aazra
Aazra (arabe : العذرا) est un village libanais situé dans le district de Kesrouan du Mont-Liban.

## Géographie
La municipalité se situe à une distance d'environ 39 kilomètres de Beyrouth, la capitale du pays. Elle s'élève à une altitude de 750 mètres du niveau de la mer et s'étend sur une surface de 113 hectares. Elle partage ses frontières avec les villages de Zaaitreh, Zeitoun, Mradiyeh, Jouret Bedran et Ghebaleh.

## Histoire
Historiquement, on pense que les Phéniciens habitaient la région puisque des vestiges ont été découverts à proximité de Ghineh, attesté par les historiens comme le lieu de repos du personnage historique Adonis. La région fut ensuite occupée par des communautés musulmanes avant sa destruction par les Mamelouks en 1307. La région fut abandonnée pendant les trois siècles suivants jusqu'à l'arrivée de familles chrétiennes quelque temps au cours du XVIIe siècle. Jusqu'en 1863, Azra faisait géographiquement et administrativement partie de ce qu'on appelait « Ghebaleh et ses fermes ». En 1863, Azra et Jouret Bedran deviennent une entité distincte sous le nom de « Jouret Bedran et ses faubourgs », et ce, jusqu'en 1872. En 1872, les habitants d'Azra, dirigés par Youssef Kamel, alors connu sous le nom d'Abou Hosn, annoncent leur  séparation de Jouret Bedran et l'installation de leur propre commune.

## Activités
Chaque été, le monastère organise une foire pour quatre jours précédant la fête des saints Pierre et Paul le 29 juin. En outre, on y fête la Saint-Charbel le troisième dimanche de juillet, la Saint-Élie le 20 juillet, la Saint-Étienne le 2 août et la Saint-Domice le 7 août. 

Le monastère organise aussi un grand nombre d'activités tout au long de l'année, offrant notamment des cours de syriaque et de théologie, des expositions, des concerts, des conférences, des prières et des activités sociales. 

En 2025, à l'occasion de la fête de Saint Domice, la ville a accueilli la 10e édition de Souk El Akel, un festival culinaire très populaire au Liban,.

## Familles
Les premiers Chrétiens arrivés au village après la destruction de Ftouh Kesrouan par les Mamelouks en 1307 furent les prédécesseurs de la famille Hosri qui sont venus de Hasroun et se sont installés à proximité du monastère des Saints Pierre et Paul. Ils furent suivis par les familles Korkmaz et Imad venues d'Aaqoura en 1640 et par la famille Zouein en 1664. La famille Ghanem est venue de Lehfed et s'est installée à Jouret Bedran, à proximité, au cours du XVIIe siècle. Enfin, la famille Kamel arrive d'Aaqoura au cours du XVIIIe siècle. La majorité des habitants du village portent aujourd'hui le surnom Kamel. 

Les familles de Korkmaz et d'Imad descendent de Korkmaz II, petit-fils du prince Korkmaz I d'Alep, d'ascendance albanaise et décédé en Alexandrie en 1439. Son père, Abi Korkmaz II, fuit Damas et s'installe  à Ferzol en 1440, puis à Yanouh en 1471, où il se fait baptisé avec sa famille. Korkmaz II déménage ensuite à Aaqoura. Ses fils y construisent l'église de Saint Saba. Plus tard, en 1640, les fils de Korkmaz IV, arrière-arrière-petit-fils de Korkmaz II, s'installent à Azra, qui faisait alors partie de Ghebaleh et de ses fermes. Il s'agissait de Semaan Korkmaz, ancêtre de la famille Korkmaz, et de Gerges Imad, ancêtre de la famille Imad. 

La famille Ghanem descend de Moussa Ghanem Al-Ghassani, lui-même descendant du Royaume des Ghassanides qui était un royaume chrétien sous l'égide de l'Empire Byzantin. Moussa déménage à Yanouh durant le IXe siècle et s'y est installe. Plus tard, en 1121, certains de ses descendants s'installent à Lehfed. Enfin, Sarkis Ghanem quitte Lehfed pour Jouret Bedran au cours du XVIIe siècle et s'y installe.

## Démographie
La population du village consiste d'environ 550 électeurs. La majorité de cette population est installée à Jounieh et sa banlieue et traite le village comme destination d'été pour s'éloigner de la chaleur et de l'agitation de la ville. Les habitants d'Aazra sont principalement des adeptes de l'Église maronite.

## Étymologie
L'étymologie du nom peut être interprétée de plusieurs façons. D'une part, certains supposent que le village porte le nom de la Vierge Marie (arabe: العذراء al-Aazra), tandis que d'autres affirment qu'il est nommé après l'arbre du chêne chevelu (arabe: العذر al-Aazr), autrefois abondant dans le village et la région. D'autre part, il se peut qu'il soit d'origine araméenne, "Ezr" signifiant le soutien, la colonne, ou encore un troupeau de moutons ou de chèvres.

## Sites religieux
Le village dispose de cinq lieux de culte: 
Le principal lieu de culte du village est l'Église Saint-Étienne qui sert de siège à la paroisse Aazra-Jouret Bedran, inaugurée en  1792 à l'initiative conjointe des familles Kamel, Korkmaz, Zouein, Imad et Ghanem d'Aazra et de Jouret Bedran. Il s'agit de la troisième église jamais construite dans la région, la première étant l'église des Saints Serge et Bacchus construite à proximité de Ghebaleh en 1780 et la seconde étant l'église de Notre-Dame également construite à Ghebaleh en 1789. 

D'autres lieux de culte:
- Le monastère des Saints Pierre et Paul (construit par l'Ordre libanais maronite en 1854)[4]
- L'église Saint-Élie (construite par Youssef Rouhana Abi Imad en 1861)
- L'église Saint-Domice (construite par Francis Kamel en 1869)
- La chapelle Notre-Dame de Lourdes (construite par Boutros Imad en 1937)